# テイラー・ギター
テイラー・ギター（Taylor Guitars）は、ボブ・テイラーとカート・リスタグの2人によって1974年にカリフォルニア州に創設したギターメーカーで、創業40周年を迎えた2014年には、全米でアコースティック・ギター販売数No.1になった（島村楽器HP参照）。
日本では2008年より、株式会社山野楽器が国内総代理店として、全国の楽器店へ卸し売りを行っている。

## 歴史
1974年、創設。
1994年、ボブ・テイラーの最初のオリジナルデザインである、「GA（グランド・オーディトリアムシェイプ）」を発表。
1996年、それまで自営でリペアマンを営んでいたデヴィッド・ホスラーが入社。1994年に初めてテイラーギターを手にして感動したことがきっかけで、自らリペアマンを担当したいと申し出た。（アコースティックギターマガジンvol.63 2015WINTER ISSUE参照）。
2001年から全てのモデルに「NTネックジョイント」を採用。ネックとボディが接着されていないので音の伝達ロスが無く、取り外しも容易なためネック角度の微調整を可能にした。
2002年にメキシコ工場にてテイラー専用のハードケースの生産を開始（アコースティックギターマガジンvol.63 2015WINTER ISSUE参照）
2003年に「Expression System」を開発。これによって、エレアコにも関わらず「生音」の雰囲気を損なわないウンドを生み出せると人気を獲得。
2006年、「GS（グランドシンフォニーシェイプ）」を発表。
2011年に、アンディ・パワーズが入社。10代からギター製作をしており、ボブ・テイラーと面識のあった彼は、ボブ・テイラー本人から、「継承者」として誘いを受けた。「返事は10年後でもかまわないが、君がイエスといわなければテイラー社は終わる。ギターを量生するだけの会社にはしたくない。」と言われたエピソードがある（アコースティックギターマガジンvol.63 2015WINTER ISSUE参照）
同年、世界で唯一エボニー（黒檀）を輸出できるカメルーンの材木工場を買収。それまでエボニーは黒い部分（全体の1割程度）のみが楽器に使用されてきたが、綿密に調べたところ残りの9割も同質であることが判明。ボブ・テイラーは、それまで輸出されること無く廃棄されていたこの黒くない（煙がかったような模様の）エボニーを「スモーキーエボニー」と名づけ、以降、フラグシップモデルの800シリーズを中心に積極的に採用している
（WOOD＆STEEL vol.75 SPRING 2013参照）。
2013年、「GO（グランドオーケストラシェイプ）」をラインナップに追加。
2014年、デビット・ホスラーを中心に「Expression System2」を開発。
2016年、エントリーモデルとして、アカデミーシリーズを販売。
2018年、Ｖ-Class ブレーシングモデルを販売。これにより、100年以上にわたって様々なアコースティックギターメーカーが採用してきた伝統的なX-ブレーシングでは両立が難しかった柔軟性（ボリューム）と剛性（サステイン）への対応を可能にした。尚、このモデルには、ボブ・テイラーのサインではなくアンディ・パワーズのサインが入ったラベルが貼られている。

## 特徴
いわゆる「大量生産」を目的とした機械工程ではなく、テクノロジーとクラフトマンシップを組み合わせた生産を行っている。誤差が出ないように製作できるジグや工夫がマニュアル化されていることもあり、「個体差」が少ないと言われている。前述のように木材調達と環境の持続可能性の取り組みについて、独自のビジョンを持ち取り組んでいる。ギグバッグやハードケースにもこだわり、自社製作をしている（アコースティックギターマガジンvol.63 2015WINTER ISSUE参照）

## ラインナップ
エレアコ、アコースティック、エレクトリックという、大きく分けて3つのプロダクトラインがある。100シリーズから900シリーズ、プレゼンテーションシリーズ、またミニアコースティックギターなど、様々なラインナップがあり、ほとんどのモデルにエレアコとアコースティックの両方をラインナップしている（型番の語尾に「e」をつけることでそれを区別）。100～200シリーズ、およびアカデミーシリーズは、トップが単板でサイドバックが合板。300シリーズからオール単板となっている（WOOD＆STEEL vol.87 WINTER2017参照）。

## 生産工場
「アメリカ・カリフォルニア州（エル・カホン）」・・・300シリーズ以上の上位機種を製造。
「メキシコ（テカテ）」・・・アカデミーシリーズ・100・200シリーズ・ギターケース・ロゴ入りコースターなどを製造。

## 型番（モデル名）の解読
例）314ce
→300シリーズの、スプルーストップ、オーディトリアムシェイプ、カッタウェイ付きのエレアコタイプ
3：シリーズ名
1：トップ材（1・2・5・6のいずれか。「1」はとサイドバッグがトップと違う種類の木材、「2」は同種類の木材）
※「5」「6」の場合は12弦ギター
4：ボディ形状（0・2・４・6・７・8のいずれか。０＝ドレッドノート、2以降は数字に伴って大きくなる）
c：カッタウェイの有無
e：エレアコ仕様

## シリアルナンバーの解読
例）2103297396
→2017年3月29日、メキシコ製。
「2・1・0329・7・（396）」と分解すると解読しやすい。
１桁目：製造工場の場所。（「1」はアメリカのエル・カホン、「2」はメキシコのテカテ
2桁目と7桁目：製造年月日の「年」の3桁目、4桁目を示す。（上記例の場合は、17年製とわかる。）
3～6桁目：製造年月日の「月日」を示す。（ 上記例の場合、3月29日製造とわかる。）
8～10桁目...製造番号を示す。
・公式
・日本